# Lash Out (singolo)
Lash Out è un singolo della cantante tedesca Alice Merton, pubblicato il 30 maggio 2018 come terzo estratto dal primo EP No Roots e come secondo singolo dal primo album in studio Mint.

## Uso nei media
Il singolo è stato usato nell'estate 2018 come colonna sonora degli spot pubblicitari telefonici della 3.

## Video musicale
Il videoclip è stato pubblicato il 30 maggio 2018 sul canale Vevo-YouTube della cantante.

## Classifiche
| Classifica (2018) | Posizione massima |
| ----------------- | ----------------- |
| Croazia           | 65                |
| Islanda           | 8                 |
| Italia            | 66                |